# Anagyrus sinope
Anagyrus sinope är en stekelart som beskrevs av John S. Noyes och Menezes 2000. Anagyrus sinope ingår i släktet Anagyrus och familjen sköldlussteklar.
Artens utbredningsområde är:
- Bahamas.
- Costa Rica.

Inga underarter finns listade i Catalogue of Life.